# BC Stuttgart 1891
Der BC Stuttgart 1891 (offiziell: Billard Club Stuttgart 1891 e. V.) ist ein Billardverein aus Stuttgart. Der 1891 gegründete Verein spielt seit 2013 in der 1. Snooker-Bundesliga und wurde 2014 und 2017 deutscher Meister im Snooker. Im Dreiband war er von 2018 bis 2020 in der 1. Bundesliga vertreten und wurde 2019 Vizemeister. Zudem spielte der Verein im Poolbillard in der Saison 2011/12 in der 2. Bundesliga.

## Geschichte
Der BC Stuttgart wurde am 24. März 1891 als erster Billardverein Deutschlands gegründet. 1911 war er Gründungsmitglied des Deutschen Amateur-Billard-Bundes, dem Vorgänger-Verband der Deutschen Billard-Union. Nachdem wegen des Zweiten Weltkrieges kein Spielbetrieb mehr möglich gewesen war, konnte im Verein ab 1951 auf zwei Karambolagetischen gespielt werden.

### Poolbillard
| Platzierungen seit 2003 | Platzierungen seit 2003        | Platzierungen seit 2003 |
| Saison                  | Liga (Spielklasse)             | Platz                   |
| ----------------------- | ------------------------------ | ----------------------- |
| 2003/04                 | Verbandsliga Mitte (5)         | 2                       |
| 2004/05                 | Oberliga Nord (4)              | 7                       |
| 2005/06                 | Verbandsliga Mitte (5)         | 1                       |
| 2006/07                 | Oberliga Nord (4)              | 2                       |
| 2007/08                 | Baden-Württemberg-Liga (3)     | 3                       |
| 2008/09                 | Baden-Württemberg-Liga (3)     | 2                       |
| 2009/10                 | Regionalliga Süd-Ost (3)       | 4                       |
| 2010/11                 | Regionalliga Süd-Ost (3)       | 1                       |
| 2011/12                 | 2. Bundesliga Süd (2)          | 7                       |
| 2012/13                 | Regionalliga Süd (3)           | 6                       |
| 2013/14                 | Oberliga Baden-Württemberg (4) | 1                       |
| 2014/15                 | Regionalliga Mitte (3)         | 5                       |
| 2015/16                 | Regionalliga Mitte (3)         | 6                       |
| 2016/17                 | Oberliga Baden-Württemberg (4) | 3                       |
| 2017/18                 | Oberliga Baden-Württemberg (4) | 5                       |
| 2018/19                 | Oberliga Baden-Württemberg (4) | 2                       |
| 2019/20                 | Regionalliga Mitte (3)         | 4                       |
| 2020/21                 | Regionalliga Mitte (3)         | –                       |
| 2021/22                 | Regionalliga Süd (3)           | 7                       |
| 2022/23                 | Oberliga Baden-Württemberg (4) |                         |

Die Poolbillardmannschaft stieg 2006 in die Oberliga und ein Jahr später in die drittklassige Baden-Württemberg-Liga auf. Dort kam man in der Saison 2008/09 auf den zweiten Platz und qualifizierte sich damit für die neu eingeführte Regionalliga, in der die Stuttgarter 2011 Vierter wurden. In der Saison 2011/12 erreichte man mit nur einer Niederlage den ersten Platz und stieg damit erstmals in die 2. Bundesliga auf, in der jedoch ein Jahr später mit dem siebten Platz, drei Punkte hinter dem Fortuna Bexbach, der Abstieg folgte. In der Saison 2012/13 stieg der BC Stuttgart als Sechstplatzierter der Regionalliga in die Oberliga ab, in der in der folgenden Spielzeit mit 12 Siegen aus 12 Ligaspielen der Wiederaufstieg geschafft wurde. In der Saison 2014/15 gelang in der Regionalliga als Fünftplatzierter der Klassenerhalt. Ein Jahr später folgte mit dem sechsten Platz der Abstieg in die Oberliga.
Nach drei Jahren in der Oberliga gelang den Stuttgartern mit dem zweiten Platz in der Saison 2018/19 die Rückkehr in die Regionalliga. Dort kamen sie in der aufgrund der COVID-19-Pandemie abgebrochenen Saison 2019/20 auf den vierten Platz. Nachdem die Spielzeit 2020/21 pandemiebedingt annulliert worden war, folgte 2022 als Siebtplatzierter mit 17 Punkten Rückstand auf Fortuna Straubing der Abstieg in die Oberliga.
2010 wurde mit Simone Künzl erstmals eine Spielerin des BC Stuttgart deutsche Meisterin im Einzel.

### Snooker
| Platzierungen seit 2005 | Platzierungen seit 2005    | Platzierungen seit 2005 |
| Saison                  | Liga (Spielklasse)         | Platz                   |
| ----------------------- | -------------------------- | ----------------------- |
| 2005/06                 | Oberliga (4)               | 1                       |
| 2006/07                 | Baden-Württemberg-Liga (3) | 1                       |
| 2007/08                 | 2. Bundesliga Süd (2)      | 5                       |
| 2008/09                 | 2. Bundesliga Süd (2)      | 4                       |
| 2009/10                 | 2. Bundesliga Süd (2)      | 1                       |
| 2010/11                 | 1. Bundesliga (1)          | 7                       |
| 2011/12                 | 2. Bundesliga Süd (2)      | 3                       |
| 2012/13                 | 2. Bundesliga Süd (2)      | 1                       |
| 2013/14                 | 1. Bundesliga (1)          | 1                       |
| 2014/15                 | 1. Bundesliga (1)          | 4                       |
| 2015/16                 | 1. Bundesliga (1)          | 2                       |
| 2016/17                 | 1. Bundesliga (1)          | 1                       |
| 2017/18                 | 1. Bundesliga (1)          | 4                       |
| 2018/19                 | 1. Bundesliga (1)          | 4                       |
| 2019/20                 | 1. Bundesliga (1)          | 4                       |
| 2020/21                 | 1. Bundesliga (1)          | –                       |
| 2021/22                 | 1. Bundesliga (1)          | 4                       |
| 2022/23                 | 1. Bundesliga (1)          |                         |

Die Snookermannschaft des BC Stuttgart 1891 stieg 2007 erstmals in die 2. Bundesliga auf. Nachdem sie dort 2008 Fünfter und 2009 Vierter geworden war, erreichte sie in der Saison 2009/10 mit vier Punkten Vorsprung auf den BSC Kissing den ersten Platz und schaffte damit den Aufstieg in die 1. Bundesliga. Dort wurde der Verein in der folgenden Spielzeit, mit zwei Punkten Abstand auf Kissing und den Münchner SC, Siebter und stieg wieder damit in die zweite Liga ab. Nachdem der Aufstieg in der Saison 2010/11 als Drittplatzierter mit sieben Punkten Rückstand auf den SC Neu-Ulm verpasst wurde, gelang er in der folgenden Saison, als die Stuttgarter mit nur zwei Saisonniederlagen den ersten Platz belegten. 2014 gelang es dem BC Stuttgart als drittem Verein nach Breakers Rüsselsheim und den Barmer Billardfreunden als Aufsteiger Deutscher Meister zu werden. Mit nur einer Niederlage belegten die Stuttgarter mit acht Punkten Vorsprung auf den Zweitplatzierten SAX-MAX Dresden den ersten Platz. In der Saison 2014/15 wurde der BC 1891 mit 20 Punkten Vierter. Ein Jahr später kam man drei Punkte hinter dem SC 147 Essen auf den zweiten Platz.
In die Saison 2016/17 starteten die Stuttgarter mit zwei Unentschieden gegen die Snookerfabrik Berlin und den 1. DSC Hannover und belegten nach dem ersten Ligawochenende den Relegationsplatz. Anschließend folgten acht Siege in Folge. Am elften Spieltag verlor der BC Stuttgart, der seit dem sechsten Spieltag den ersten Platz belegte, das Spitzenspiel beim Zweitplatzierten 1. SC Mayen-Koblenz, der dadurch punktgleich an den BC heranzog. Durch drei Auswärtssiege in den verbliebenen drei Spielen blieb der BC Stuttgart wegen der höheren Anzahl gewonnener Einzelpartien bis zum Saisonende auf dem ersten Platz. Den zweiten deutschen Meistertitel nach 2014 sicherten sich die Stuttgarter am letzten Spieltag mit einem 6:2-Sieg beim Titelverteidiger SC 147 Essen.
In der folgenden Spielzeit belegte der Verein den vierten Platz. Auch 2019 und in der aufgrund der COVID-19-Pandemie abgebrochenen Saison 2019/20 kamen die Stuttgarter auf den vierten Rang. Nachdem die Spielzeit 2020/21 pandemiebedingt annulliert worden war, wurde das Team in der Saison 2021/22 zum vierten Mal in Folge Vierter.

### Karambolage
| Platzierungen seit 1995  | Platzierungen seit 1995        | Platzierungen seit 1995 |
| Saison                   | Liga (Spielklasse)             | Platz                   |
| ------------------------ | ------------------------------ | ----------------------- |
| 1995/96                  | 2. Bundesliga B (2)            | 7                       |
| 1996/97                  | 2. Bundesliga B (2)            | 7                       |
| 1997–2003: nicht bekannt |                                |                         |
| 2003/04                  | 2. Bundesliga B (2)            | 9                       |
| 2004–2013: nicht bekannt |                                |                         |
| 2013/14                  | 2. Bundesliga B (2)            | 9                       |
| 2014/15                  | Oberliga Baden-Württemberg (3) | 2                       |
| 2015/16                  | Oberliga Baden-Württemberg (3) | 2                       |
| 2016/17                  | Oberliga Baden-Württemberg (3) | 1                       |
| 2017/18                  | 2. Bundesliga B (2)            | 1                       |
| 2018/19                  | 1. Bundesliga (1)              | 2                       |
| 2019/20                  | 1. Bundesliga (1)              | 4                       |
| 2020/21                  | 1. Bundesliga (1)              | –                       |
| 2021/22                  | Oberliga Baden-Württemberg (3) | 2                       |
| 2022/23                  | Oberliga Baden-Württemberg (3) |                         |

Die Dreibandmannschaft des BC Stuttgart 1891 stieg 1995 erstmals in die 2. Bundesliga auf. Nachdem dort in der Saison 1996/97 mit dem siebten Platz noch knapp der Klassenerhalt geschafft wurde, stiegen die Stuttgarter 1998 als Siebtplatzierter ab. 2003 gelang die Rückkehr in die zweite Liga, aus der man als Neunter, einen Punkt hinter dem BC Regensburg, jedoch nach nur einer Saison wieder abstieg. 2013 stiegen die Stuttgarter erneut in die 2. Bundesliga auf, worauf ein Jahr später mit dem neunten Platz, einen Punkt hinter der TSG Heilbronn, abermals der Abstieg folgte. In der Saison 2014/15 wurde der Verein in der Oberliga Zweiter, mit einem Punkt Rückstand auf die zweite Mannschaft des Ravensburger BC. Auch in der folgenden Spielzeit belegte man den zweiten Platz.
In der Saison 2016/17 wurden die Stuttgarter ohne Niederlage Oberligameister und kehrten damit nach drei Jahren in die zweite Liga zurück. Dort gelang in der folgenden Spielzeit mit dem ersten Platz der Durchmarsch in die 1. Bundesliga. In der Saison 2018/19 verlor der Verein nur ein Spiel und wurde zwei Punkte hinter dem 1. BC Magdeburg deutscher Vizemeister.
In der aufgrund der COVID-19-Pandemie abgebrochenen Saison 2019/20 wurde der BC Stuttgart Vierter. Nachdem die Spielzeit 2020/21 pandemiebedingt annulliert worden war, zog der Verein seine Mannschaft in die Oberliga zurück, in der sie 2022 Zweiter wurde.
Der zweifache Cadre-Weltmeister Erich Hagenlocher war Mitglied des BC Stuttgart 1891.

## Aktuelle und ehemalige Spieler
(Auswahl)
- Ramazan Akdag
- Serkan Aktas
- Ahmet Alp
- Sven Bindrich
- Torbjörn Blomdahl
- Julian Bojko
- Can Çapak
- Murat Çelik
- Murat Naci Çoklu
- Antonio Condello
- Juan Condello
- Davut Dikme
- Güney Dikme
- Umut Dikme
- Jörn Dornick
- Robert Drahn
- Cetin Duran
- Ramazan Durdu
- Klaus Eisenblätter
- Thorsten Frings
- Jose Maria Gallego Portau
- Christine Gharbi
- Wolfgang Güttler
- Alexander Haass
- Erich Hagenlocher
- Florian Hammer
- Jurian Heusdens
- Steffen Hofele
- Thomas Höltschl
- Johan D’Hondt
- Christian Hoppe
- Frank Hoppe
- Robert Ilic
- Ismail Inal
- Serhij Issajenko
- Robbie James
- Mario Janssen
- Dustin Jäschke
- Gürhan Kabak
- Suayip Karadeniz
- Filipos Kasidokostas
- Ronald Kugel
- Hans-Jürgen Kühl
- Simone Künzl
- Stefan Künzl
- Max Klinsmann
- Holger Maier
- Kevin Malz
- Alexander Mathyska
- Daniel Merbitz
- Phil Merz
- Tihomir Miljevic
- Thomas Moser
- Hong Quang Dinh Ngnyen
- Thanh Hung Nguyen Thanh
- Klaus Philippi
- Andreas Ploner
- Wladimir Ponomarenko
- Branko Rackovic
- Heinz Rittsteiger
- Dennis Rothaug
- Thomas Ruppel
- Theo Ruyters
- Gökhan Salman
- Jochen Sannwald
- Soner Sari
- Christian Schmidt
- Thomas Schubert
- Dieter Schüle
- Robert Schwarz
- Mayank Sharma
- Timo Sillner
- Ilhan Simsek
- Tomasz Skalski
- Lukas Stamm
- Tayfun Taşdemir
- Michael Thelen
- Angelo Tursi
- Birol Uymaz
- Nami Van Tran
- Tina Vogelmann
- Bilal Yildirim